# هاینز استیکل
هاینز استیکل (انگلیسی: Heinz Stickel; ۹ مهٔ ۱۹۴۹ – ۱۵ نوامبر ۲۰۱۵) بازیکن فوتبال اهل آلمان بود که در پست هافبک بازی می‌کرد.
از باشگاه‌هایی که در آن بازی کرده‌است می‌توان به باشگاه فوتبال هولشتاین کیل، باشگاه فوتبال نانسی، باشگاه فوتبال اشتوتگارت، و باشگاه فوتبال کایزرسلاوترن اشاره کرد.